# 기노시타 도시쓰구
기노시타 도시쓰구(일본어: 木下利次) 혹은 하시바 도시쓰구(羽柴利次)는 에도 시대 전기의 하타모토이다. 도요토미 종가의 사직을 이었다. 하타모토요리아이 오미 기노시타 가 초대 당주. 오사카 전투로 인한 도요토미 가문의 멸망으로 고다이인은 도시쓰구를 양자로 들였다. 친부는 아시모리 번주 기노시타 도시후사이다.